# Дубравка Јусић
Дубравка Јусић (Загреб, 1962) југословенска и хрватска је певачица.

## Биографија
Дубравка Јусић снимила је прву плочу са седамнаест година. Ћерка је познатог композитора Ђеле Јусића, тако да јој се од малих ногу родила љубав према певању пратећи оца на великим фестивалима и концертима, а стасавајући кроз много певача, композитора и новинара који су пролазили кроз породичну кућу. Стриц јој је познати шансоњер и кантаутор Ибрица Јусић. Дуже времена бавила се и балетом код Мелите Скорупски, што јој је помогло да се слободније осећа на сценским наступима. Била је популарна осамдесетих година двадесетог века. Наступала је на многим фестивалима и концертима широм Европе. 
Њене познатије песме су: Нико као ти, Стани, стани, Није мене брига, Авантура, Доста да се погледамо, У љетну ноћ...
Након повлачења са јавне сцене, дипломирала је General Management на Harvard Business School, International marketing на INSEAD Business School, Digital marketing на Colombia Business School, Public Relations на Chartered Institute of Public Relations у Лондону, као и Leadership Akademiju Telekom Austria Group Business School у Бечу. 
Заједно са својим тимовима добитница је бројних хрватских и међународих признања за стратешке комуникације, интерну комуникацију и ангажованост запослених, позиционирање бренда и друштвено - одговорно пословање.
Дубравка је, у раздобљу од 2007. – 2015. била Председница хрватског Удружења за односе са јавношћу као и Председница Надзорног одбора (у два мандата) где је увела процес професионализације, покренула струрчну библиотеку на матерњем језику и увела годишњу наградау за професионалце у односима са јавношћу. 
Од 2010. - 2015. била је регионални директор EACD-a (Europeean Association of Communication Directors) за Хрватску, са седиштем у Бриселу.
Члан је Извршног одбора IABC-a (International Association Of Business Communicators) у Сан Франциску, Калифорнија, као и савета Свеучилиштва Vern и Edward Bernays, прве Високе школе за комуникацијски менаџмент у Хрватској.

## Награде и признања
- 1983. Росток - победница Интернационалног фестивала и награда за најкомплетније извођење песме

## Фестивали
Београдско пролеће:
- Ти лијево, ја десно, '81
- Нас седморо, а један брод, '82

Ваш шлагер сезоне, Сарајево:
- Мало ја, мало ти, '83

Сплит:
- Фантазија, '82
- Застава наша (Вече Устанак и море), '82
- Casanova, '83
- El Shatt (Вече Устанак и море), '83
- Маринеро (Ауторско вече Ђеле Јусића), '88

Загреб:
- Или, или, '82
- Чин - чин, '83
- Твој шарм, '84
- Мате, Мате, Матео, '85

Карневал фест, Цавтат:
- Баш се лијепо машкарават (дует са сестром Милвом), '74
- Феста, феста, '82

Макфест, Штип:
- Биди со мене (дует са Момом Николовским), '88